# Agrostis foliosa
Agrostis foliosa é uma espécie de gramínea do gênero Agrostis, pertencente à família Poaceae.